# Alexie I Comnenul
Alexie I Comnenul (în greacă Αλέξιος Α' Κομνηνός), (n. 1048, Constantinopol, Imperiul Roman de Răsărit – d. 15 august 1118, Constantinopol, Imperiul Roman de Răsărit) a fost împărat bizantin între anii 1081 - 1118.

## Lupta pentru tron
Neamul Comnenilor se trăgea din orășelul trac Comne. Deși unul dintre reprezentanții lui, Isaac I Comnenul, ocupase mai înainte tronul imperiului, întemeietorul dinastiei Comnenilor a fost nepotul acestuia, Alexie.
Alexie a fost general sub domnia lui Mihail VII Ducas și Nicefor III Botaneiates. Căsătoria cu Irina Ducas din familia Ducas, asigură domnia împăratului Alexie I. Puțin câte puțin, Alexie și rudele sale, mai cu seamă fratele său mai mare, Isaac, și mama sa, Ana Dalassena, au început să se simtă apăsați de domnia incapabilului Botaniates. Când acesta din urmă și-a anunțat decizia de a-l desemna ca moștenitor al puterii pe nepotul său, Synadenos, și nu pe Alexie care merita și, probabil, aștepta acest lucru, Comnenii au început pregătirile pentru răscoală, sprijinindu-se pe oștire și pe numeroasele lor rude cu influență la curte. În iarna anului 1081, Alexie a refuzat să conducă lupta împotriva lui Nikephor Melissenos, cumnatul său, care se răzvrătise. Prin acest pas, Alexie și-a atras asupra sa grave bănuieli din partea basileului, cu toate acestea, Nikephor III i-a poruncit să pornească împotriva turcilor, aliați ai lui Melissenos, care ocupaseră Cyzicul. Comnenul își aduna armata pentru expediție în prejma zidurilor Constantinopolului. Într-un sfârșit, Botaniates și-a manifestat mirarea, în legătură cu efectivul ei prea numeros (el îi ordonase sebastos-ului să ia doar câteva detașamente). Alexie, râzând, i-a răspuns că, de la înălțimea turnurilor, oștirea din preajma unei cetăți pare întotdeauna mai mare decât în realitate. Dându-și seama că și-a pierdut deja încrederea împăratului, la începutul lui februarie, Alexie a vizitat casele partizanilor săi din Constantinopol (în primul rând, ale celor din mediul aristocrației militare), asigurându-se de concursul lor, și, în noaptea de 14 februarie 1081, a fugit în Tracia împreună cu fratele său, Isaac, după ce tăiaseră picioarele cailor din grajdurile împărătești, pentru a evita urmărirea. 
Stabilindu-se în orașul Tzurullon din Tracia, frații au început să adune oștiri și să-i incite pe magnați la răzvrătire. Unul dintre primii care au fost invitați să participe a fost cezarul Ioan Ducas: Noi am pregătit bucate drese, foarte bune, dacă vrei să împarți mâncarea cu noi, vino cât mai repede să iei parte la ospăț (cf. Anna Comnena). Frații și-au împărțit puterea încă la Tzurullon. Deși Isaac era mai în vârstă, Alexie se bucura de mult mai multă popularitate printre ostași, de aceea el a stat în fruntea răscoalei. Isaac a căpătat, mai apoi, titlul cel mai înalt după împărat-sebastocrator, care a fost inventat anume pentru el. 
Răsturnându-l pe Botaniates, după o luptă de scurtă durată, și încoronându-se (4 aprilie 1081), Alexie I Comnenul s-a ales cu o moștenire groaznică.

## Luptele cu normanzii
Totul era în neorânduială: armata, finanțele, administrația. Turcii pe care îi chemase Melissenos răpiseră aproape întreaga Asie Mică, împreună cu orașele Brussa și Niceea, și ajunseră la Propontida. Dinspre nord, Imperiul era amenințat de hoardele pecenege, iar în Italia își ridicase deja pânzele flota lui Robert Guiscard, îndreptată asupra Dalmației. 
Cu Nikephor Melissenos, noul autocrator, a aranjat lucrurile ca între rude și acesta depuse armele, primind în schimb, nu jumătatea de Bizanț, propusă de Comnen mai înainte, ci titlul de cezar și Thessalonicul ca domeniu. Acum, sosise momentul să fie încheiate socotelile cu normanzii. Alexie I a semnat pace cu selgiucizii, alianțe cu Veneția și cu regele german Henric IV. Asigurându-și, în felul acesta, un paravan diplomatic, basileul a condus armata romeilor în Dalmația, unde debarcase și asediase orașul Dyrrachion oștirea de 30.000 de oameni a cumplitului Robert Guiscard care avea ca obiectiv final, să obțină coroana imperială a Bizanțului. Asediul asupra orașului Dyrrachion trebuia să-i deschidă conducătorului normand drumul spre Constantinopol. Slavii din partea locului îi susțineau bucuroși pe normanzi, năzuind la eliberarea de sub puterea nesățioșilor funcționari bizantini. La 18 octombrie 1081, Alexie Comnenul a intrat în luptă cu forțele lui Robert. Neizbutind să țină piept atacului pedestrimii grele varege (mai exact, varego-ruso-anglo-saxone) a Comnenului, normanzii au luat-o la sănătoasa și, numai printr-o minune, viteaza Gaïta, concubina lui Guiscard, a reușit să-i oprească pe oștenii care fugeau și să-i trimită din nou la luptă.  Varegii, obosiți de urmărire, au fost dați peste cap și zdrobiți , iar cavaleria împlătoșată a lui Guiscard (1300 de cavaleri italo-normanzi) i-a respins pe kataphrakții greci, inferiori acesteia în ce privește calitățile combative. Cneazul Constantin Boda din Zeta, aliatul bizantinilor, i-a trădat și n-a intrat în luptă. A fost o înfrângere deplină, romeii s-au retras, Dyrrachion a căzut. În această bătălie, Alexie și-a demonstrat vitejia sa excepțională, pentru care îl iubeau atât de mult ostașii săi. După mărturia fiicei sale, lui Alexios îi plăcea să repete: Este mai bine să mori într-o luptă bărbătească, decât să-ți salvezi viața cu prețul dezonoarei
Normanzii, înaintând treptat spre est, au jefuit Epirul, Macedonia și Thessalia asediind Larissa. Cu aceasta însă succesele lor au luat sfârșit. Deși Bizanțul, în acest moment, era slab, la cârma țării se afla un suveran talentat și tenace, care a reușit în cel mai scurt timp să organizeze apărarea, să reziste și să învingă. În iarna anului 1082, el a recurs la o măsură extremă: a confiscat o parte din comorile bisericii, pentru a plăti solda mercenarilor, iar în mai i-a atras de partea sa pe venețieni, oferindu-le mari privilegii comerciale. Alexie și-a instruit trupele să acționeze cu viclenie împotriva călărimii grele a cavalerilor: să arunce în fața cailor ghimpi de oțel, să folosească pentru apărare carele; el a organizat detașamente de țintasi, înarmați cu arcuri puternice cu bătaie lungă. Pe lângă aceasta, Alexie, fiind un diplomat de excepție, i-a încurajat cu plăcere pe adversarii politici ai lui Robert din Italia și a angajat contingente militare turcești. Flota dogelui venețian Domenico Selvo le provoca normanzilor înfrângere după înfrângere. Între timp, Robert Guiscard se împotmolise de-a binelea în Italia: mai întâi, salvându-l pe papa Grigore VII (Papa le ceruse normanzilor, care erau vasalii Romei, ajutor împotriva împăratului Henric IV și a antipapei Clement III), apoi înăbușind răscoalele din propriile sale posesiuni. Alexie i-a provocat o înfrângere fiului lui Guiscard, Bohemund, în Thessalia, în apropiere de Larissa (prin 1082). Abia peste doi ani, Robert s-a întors în Dalmația și a preluat comanda flotei. Escadra unită greco-venețiană a fost zdrobită, însă, în iulie 1085, Guiscard a murit, iar, peste câtva timp, basileul i-a alungat pe normanzi din Balcani.

## Luptele cu pecenegii
Însă situația din Europa nu era deloc îmbucurătoare, căci incursiunile pecenegilor în Tracia erau din ce în ce mai devastatoare. În anul 1086, respingând una dintre aceste incursiuni, a căzut în lupta de la Beliatoba, favoritul împăratului, marele domestic Grigore Pacurianos. Un an mai târziu, o hoardă de 80.000 de invadatori a trecut Dunărea pe gheață, împăratul a izbutit să-i respingă pentru scurt timp. În toamna anului 1088, Alexie a condus o expediție împotriva pecenegilor, care cuceriseră Dristra (Dorostolon). Retrăgându-se, după asediul eșuat al cetății, armata bizantină a fost risipită, în timpul marșului prin munții Traciei, de forțele superioare ale pecenegilor. Alexie însuși, deși dăduse dovadă încă o dată de vitejie și de bărbăție excepționale, a fost nevoit să scape cu fuga, retrăgându-se până la cetatea Goloe; în legătură cu această întâmplare, spiritele malițioase din capitală au alcătuit un cântecel: De la Dristra până la Goloe e o poștă bună, Comnene!

## Luptele cu turcii
Către începutul anilor '90, lângă zidurile Constantinopolului se crease o situație disperată. Emirul de Smyrna, un oarecare Tzachas (un pirat, care se supunea mai puțin sultanului de Iconion) zdrobind flota romee, puse stăpânire pe Clazomenai, Foceea și amenința capitala Imperiului. Pecenegii, ajunși până la Bosfor, inițiaseră tratative cu turcii, privind un atac comun asupra Bizanțului. Împăratul a expediat un mesaj statelor occidentale, implorându-le sa salveze străvechiul avanpost al creștinătății de la Răsărit: Preasfântul Imperiu al creștinilor greci este împilat crunt de către pecenegi și turci: aceștia îl jefuiesc în fiecare zi și îi răpesc ținuturile. Omorurile și batjocura la care sunt supuși creștinii, grozăviile care, în aceste împrejurări, se săvârșesc sunt fără număr și sunt atât de înspăimântătoare pentru auz, încât ar putea zgudui până și văzduhul. Turcii îi supun circumciziei pe copiii și pe tinerii creștini, le siluiesc femeile și pe fecioarele creștine sub ochii mamelor acestora, pe care ei le silesc, totodată să cânte cântece scârboase și deșănțate. Ei făptuiesc asupra băieților și a junilor, asupra robilor și a celor de neam, asupra clericilor și a călugărilor și chiar asupra episcopilor mârșăviile scârnave ale păcatului sodomiei. Aproape întreg pământul, de la Ierusalim până la Grecia, și toată Grecia, împreună cu ținuturile de sus[asiatice], principalele insule, precum Chios și Mitylenen (Lesbos), și alte ostroave și țări, între care și Tracia, au avut de suportat năvala lor. Rămâne singur Constantinopolul, însă ei amenință să ni-l răpească și pe acesta în viitorul apropiat, dacă nu va sosi la timp ajutorul grabnic din partea credincioșilor creștini latini. Propontida e de pe acum acoperită de 200 de corăbii, pe care grecii (din Asia Mică) au fost siliți să le construiască pentru asupritorii lor: în felul acesta, Constantinopolul este expus pericolului nu numai dinspre uscat, ci și dinspre mare. Eu însumi, învestit cu demnitatea imperială, nu văd nicio ieșire, nu găsesc nicio salvare: eu sunt nevoit să fug în fața turcilor și pecenegilor, rămânând într-un oraș până în clipa când apropierea lor m-a determinat să caut adăpost în altul. Așadar, pentru numele lui Dumnezeu și al tuturor prorocilor creștini, vă conjurăm, ostași ai lui Christos, oricine ați fi, grăbiți-vă să-mi veniți în ajutor mie și creștinilor greci. Noi ne lăsăm în mâinile voastre; noi preferăm să fim sub stăpânirea latinilor decât sub jugul păgânilor. Mai bine să vă revină vouă Constantinopolul, decât turcilor și pecenegilor. Lăcașul sfânt, care împodobește orașul lui Constantin, ar trebui să vă fie la fel de scump, pe cât ni-i de scumpă nouă. Dacă, depășind așteptările, gândul la aceste comori creștinești nu vă însuflețește, eu vă reamintesc de bogățiile și giuvaierele fără număr, care sunt adunate în capitala noastră. Numai tezaurele bisericilor din Constantinopol, în argint, aur, mărgăritare și nestemate, țesături de mătase, ar putea fi de ajuns pentru a împodobi toate bisericile din lume. Dar bogățiile catedralei Sfânta Sofia ar putea întrece toate aceste comori laolaltă și se compară, poate, numai cu bogăția templului lui Sololmon. E de prisos să mai vorbim și despre acele avuții imense, tăinuite în visteriile împăraților de altădată și ale nobililor dregători greci. Așadar, grăbiți-vă cu tot norodul vostru, încordați-vă toate puterile, ca aceste comori să nu cadă în mâinile turcilor și ale pecenegilor. Căci, în afară de acea mulțime nesfârșită, care se află pe pământurile Imperiului, este așteptată, zi de zi, sosirea unei noi hoarde de 60 000 de oameni. Noi nu ne putem bizui pe acele oștiri, care ne au mai rămas, întrucât și acestea ar putea a fi ispitite de nădejdea jafului general. Așadar, acționați, cât mai aveți timp, ca nu cumva împărăția creștină și, ceea ce este și mai important, Sfântul Mormânt să fie pierdute pentru voi, ca să căpătați nu osândirea, ci răsplata veșnică în ceruri
Mult mai târziu, după zdrobirea Bizanțului, în 1204, istoricii i-au reproșat lui Alexie faptul că anume de la ideea lui, exprimată în scrisoare, a început mișcarea cruciată, că anume el i-ar fi întărâtat pe barbarii occidentali cu bogățiile capitalei. Însă nu este vina primului Comnen, dacă urmașii săi n-au fost în stare să se protejeze împotriva Occidentului, totodată detractorii lui Alexie au dat uitării imensele achiziții teritoriale, mai exact, redobândirea pământurilor din Orient, datorate exclusiv ajutorului cruciaților. La drept vorbind, promisiunile lui Alexie erau, într-adevăr, ademenitoare, însă, fiindcă papalitatea nu a reacționat imediat, iar Bizanțul i-a zdrobit pe pecenegi cu forțele proprii, multe din cele făgăduite și-au pierdut sensul și anume primii cruciați își dădeau limpede seama de acest fapt, consimțind să depună jurământul de vasalitate în fața autocratorului romeilor, și nu pretinzând contrariul. (nu este exclus faptul ca scrisoarea lui Alexie să fie un fals, fabricat de diplomații occidentali).
Pentru a-i putea învinge pe pecenegi, împăratul a recurs la mijlocul cel mai sigur: aurul. Diplomații de la Constantinopol au izbutit să cumpere pacea cu Tzachas și să-i desprindă de hoarda pecenegă pe aliații acestora, cumanii. În iarna anului 1091, Comnenul i-a zdrobit pe pecenegii și capitala a sărbătorit triumful, însă, primăvara, dușmanii au trecut din nou Dunărea. La 29 aprilie 1091, la poalele Munților Lebunion pe câmpia Traciei, armata bizantino-cumană, întărită cu 500 de cavaleri mercenari din Flandra, le-a provocat o înfrângere grea, zeci de mii de pecenegi s-au predat. De teamă că soldații obosiți nu vor fi în stare să păzească o asemenea mulțime, romeii, la lăsarea nopții, i-au înjunghiat pe toți. O asemenea perfidie i-a îngrozit pe cumani, care au fugit mâncând pământul, fără a-și lua măcar recompensa cuvenită.
După ce s-a răfuit cu pecenegii, Bizanțul a început, treptat, să schimbe defensiva cu ofensiva la frontierele sale răsăritene. Deoarece oștirea romee era slabă-kataphrakții erau puțini la număr, mercenarii nu inspirau încredere, iar milițiile stratiotice, practic, nu mai existau-Alexie, evitând bătăliile mari, îi ataca pe turci prin raiduri rapide, efectuate de detașamente mici, dar cu o mobilitate sporită. Bizantinii distrugeau și ardeau cetățile și șantierele navale ale musulmanilor sau instalau în fortărețele cucerite propriile contingente. Spre sfârșitul secolului XI, sultanatul, slăbind, se destrăma în câteva emirate, în fapt, independente, de aceea, adesea, se recurgea la mituire. Cel mai periculos dușman, Tzachas, a fost zdrobit de bătrânul cezar Ioan Ducas. Granița Imperiului se deplasa lent dar necontenit, înainte. De-abia în acest moment, cavalerii occidentali parcă s-au deșteptat: începutul primelor succese militare ale lui Alexie Comnenul coincide în timp cu nașterea primei cruciade.

## Apelul la cruciadă
Anul 1094. La papa Urban al II-lea se prezenta un om, îmbrăcat în haine de pelerin. Înalt, uscat, slăbit până la epuizare, cu privirea tristă și fața osoasă brăzdată de o tainică suferință, părea bolnav. Se recomandase Petru din Amiens, nobil scăpătat picard, supranumit și Pustnicul, nu se știe dacă în urma unei porecle sau a unei practici. Spunea că făcuse o călătorie în Palestina, de unde se întorcea cu o suplică din partea patriarhului Ierusalimului către pontiful roman, fapt ce i-a înlesnit pe dată întrevederea dorită.
Petre Pustnicul-căci cu acest nume a rămas în istorie-, în cursul pelerinajului său, a trăit toate greutățile pe care turcii selgiucizi le făceau pelerinilor europeni.Fiecare pas spre Ierusalim trebuia răscumpărat cu bani sau cu timp îndelungat de prizonierat. Atacați și jefuiți de punga ascunsă ori siliți să se travestească în negustori ca să nu fie recunoscuți, să-și ofere serviciile cui se nimerea și unde se cerea, pentru a avea cu ce se hrăni.
Petre Pustnicul-căci cu acest nume a rămas în istorie-, în cursul pelerinajului său, a trăit toate greutățile pe care turcii selgiucizi le făceau pelerinilor europeni. Fiecare pas spre Ierusalim trebuia răscumpărat cu bani sau cu timp îndelungat de prizonierat. Atacați și jefuiți de punga ascunsă cu grijă la piept și indispensabilă continuării drumului, pelerinii erau de multe ori siliti să se travestească în negustori ca să nu fie recunoscuți, să-și ofere serviciile cui se nimerea și unde se cerea, pentru a avea cu ce se hrăni.
Petre Pustnicul în lunga și anevoioasa sa peregrinare, nevoit fiind și el nu odată să-și întrerupă călătoria sau să se ascundă, nu și-a irosit timpul degeaba. El a cercetat drumurile, a aflat care din ele erau mai sigure și mai ușor de străbătut, a observat care erau porturile unde corăbii străine puteau să ancoreze fără dificultate, în sfârșit, s-a convins că țara nu era nici pe departe așa bine păzită. Atacurile incidentale ale unor bande de musulmani asupra drumeților neînarmați erau singura dovadă a unei autorități ce se impunea cu greu, fapt ce și făcea ca jaful să fie la îndemâna oricui. Petre Pustnicul credea că turcii nu sunt în măsură să mobilizeze o armată puternică, în stare să reziste unui atac susținut și îndelungat. Cu aceste gânduri el l-a vizitat pe patriarhul Ierusalimului care, este de înțeles, nu a ezitat să adreseze papei o scrisoare prin ciudatul pelerin. În cuvinte patetice el descria situația tristă a creștinilor din țara sfântă și cerea un ajutor imediat. Toate acestea dovedesc că Petru din Amiens nu a fost un pelerin oarecare, un sihastru, cum l-a aureolat legenda, obsedat doar de o idee religioasă de devoțiune, ci un om având în el simțul militar și politic, cu spirit de inițiativă și putere de convingere, fără îndoială datorată unui limbaj bine ales și unei expuneri logice. 
Înarmat cu o cerere din partea singurei autorități din Ierusalim recunoscută de Occident, informat în amănunt despre situația din Palestina, Petre Pustnicul s-a considerat îndreptățit să se înfățișeze dinaintea pontifului roman și, nu numai că a făcut-o neîntârziat, fără a-și lua răgazul să se odihnească după obositoarea călătorie sau să-și scuture colbul adunat pe drum, dar demersul său a fost bine primit și aprobat de către papă care i-a adresat cuvinte încurajatoare. Adversarul temporal al scaunului apostolic, împăratul german, era istovit de lupta dintre sacerdoțiu și imperiu, ce se prelungea de aproape 20 de ani. Acum era momentul ca papa să dea curs cererii de ajutor, formulată cu câțiva ani înainte de împăratul bizantin, și aceasta cu atât mai mult cu cât aflase de proiectul de alianță dintre cei doi împărați. Colaborarea trebuia oprită cu orice preț. O expediție generală împotriva ,,necredincioșilor’’, având eliberarea Ierusalimului ca scop final, era binevenită. Urmarea ar fi fost o creștinătate unită sub conducerea aceluiași papă, recunoscut ca șef spiritual și politic atât în Occident, cât și în Orient, unde era așteptat de împărat și patriarhul Ierusalimului, iar acest rezultat ar fi fost cea mai mare victorie morală a lui Urban al II-lea asupra lui Henric al IV-lea, încăpțânatul său concurent la stăpânirea universală.
Petre Pustnicul era omul potrivit, în stare să-l secondeze pe papă în acțiunea de mobilizare a Europei. Fizicul său parcă descărnat, ochii arzători făceau o impresie puternică. De aceea, Urban al II-lea i-a dat scrisori de recomandare către toți principii, odată cu împuternicirea de a predica ,,războiul sfânt’’ în Orient. Despre cruciadă deocamdată nu se spunea nimic. Papa era preocupat să refacă armonia dintre el și principi și să restabilească disciplina în biserică, două imperative de neînlăturat dacă voia declanșarea unei expediții militare generale și recunoașterea sa ca șef al creștinătății. O primă măsură a fost aceea de a ridica excomunicarea împăratul bizantin. Din nou numele lui era pomenit în biserici, teoretic punându-se capăt schismei. Mai rămânea să se facă ordine în însuși corpul catolic al creștinătății. Motivul dezbinării era generat, pe de o parte, de nesupunerea clerului german, care la adăpostul luptei dintre sacerdoțiu și imperiu manifesta tendințe centrifuge față de Roma, pe de alta, de conflictul dintre biserică și regele Filip I al Franței, care se soldase cu excomunicarea acestuia din urmă.
În vara anului 1095 se întrunea la Piacenzza un conciliu, având ca scop aducerea în ascultare a prelaților refractari față de autoritatea papală. La conciliu participa și o delegație bizantină, ceea ce a făcut multă impresie, iar prezența ei avea să readucă în discuție lupta împotriva ,,necredincioșilor’’. Cronicarul Bernold de Constance relatează că: ambasada împăratului de la Constantinopol a venit la acest conciliu și a implorat pe papă și pe toți creștinii să vină în ajutorul bisericii din Răsărit pe care idolatrii aproape au distrus-o în aceste regiuni, pe care le-au cucerit până aproape sub zidurile cetății Constantinopol. Papa a susținut apelul, cerînd la rându-i ca împăratul Alexie I Comnenul să fie ajutat. Nu este vorba nici de data aceasta de organizarea unei cruciade, dar cu toate acestea conciliul de la Piacenzza a jucat un rol determinant în nașterea ideii de cruciadă.
De la Piacenzza, toamna, papa a trecut munții și s-a îndreptat spre Clermont, în sudul Franței, unde convocase un alt conciliu. În timpul călătoriei, probabil că a reflectat mult asupra felului cum avea să se producă intervenția  militară a Europei apusene în Răsărit. Fapt este că la Clermont papa avea deja în minte cruciada. La conturarea ideii și clarificarea ei se poate să fi contribuit discuția purtată cu contele de Toulouse, Raymond al IV-lea, în scurtul popas făcut la mănăstirea Saint-Gilles, precum și schimbul de păreri avut cu prelații de la mănăstirea Cluny, unde, de asemenea, s-a oprit în timpul călătoriei câteva zile. Cu această ocazie, fără îndoială, a fost dezbătută ,,problema spaniolă’’ și a stăpânirii maure în peninsula Iberică, în care erau interesați interlocutorii papei, prilej cu care Urban al II-lea a primit informații despre lumea islamică și djihad. Conciliul de la Clermont avea să fie folosit pentru a lansa cruciada, deși el nu fusese convocat cu această intenție. Scopul conciliului era de a se lămuri problema bisericii franceze, implicată în conflictul dintre papă și regele Franței, Filip I.
Mărul discordiei fusese aruncat de contesa Bertrade, fiica neasemuit de frumoasă a contelui de Montfort. Motive de interes pur politic făcuseră, din mândra Bertrade soția contelui de Anjou, Foulques al IV-lea, un bătrân urâcios și crud, poreclit Încăpățânatul, care avea drept singură reputație faima de a-și fi îngropat trei soții și bănuiala de a-și fi asasinat propriul frate. Se spune că frumusețea contesei nu a trecut neobservată de regele Franței care având o fire nestatornică-tocmai se despărțise fără un motiv plauzibil de soția sa Berta-s-a simțit ispitit să încerce aventura unei noi legături. Încă tânăr, bine clădit, cu o fizionomie plăcută, accentuată de o galanterie bine studiată, Filip I nu a întâmpinat nici o dificultate în a seduce pe tânăra contesă, pentru care, perspectiva unei coroane probabil a fost un motiv tot atât de puternic ca și celelalte, dacă nu determinant. Între cei doi au fost schimbate mesaje în taină, iar înflăcăratul îndrăgostit nu a ezitat, într-o noapte, pe când se afla oaspetele contelui de Anjou, să-și răpească iubita. A urmat scandalul și dublul divorț: al regelui de regină, al lui Foulques Încăpățânatul de soția sa. Mai mulți, înalți prelați francezi au fost câștigați de Filip I ca să-și dea asentimentul și să înlesnească plănuita căsătorie. Faptul a atras mânia papei, care nu fusese consultat într-o hotărâre atât de importantă ca divorțul regelui. Amănuntul cine era regina Franței nu-l interesa pe marele pontif, dar cazul în speță era de competența tribunalului papal și ambițiosul Urban al II-lea nu înțelegea ca un rege să hotărască peste capul său, de aceea el a reacționat cu maximum de severitate: excomunicarea regelui și a prelaților vinovați de a se fi coalizat cu suveranul lor. Situației încordate trebuia să i se pună capăt acum, când se plănuia o ofensivă în Orient, de aceea Urban al II-lea s-a deplasat personal în sudul Franței, riscând o discuție pe terenul adversarului. Dar tocmai aceasta explică insuccesul papei.
Participanții la conciliu au fost puțin numeroși.Clerul francez ca să nu-și supere regele s-a prezentat în număr mic, doar câțiva episcopi. Clerul englez a refuzat să vină la întrunire pe pământ francez, prelații germani, ca totdeauna, au făcut frondă. Practic, conciliul s-a întrunit în prezența italienilor care-l însoțeau pe papă, printre ei se pare că era și Petre Pustnicul, și a unei mici delegații sosită din Spania, de aceea nu s-a putut hotărî nimic în problema bisericii franceze, iar excomunicarea regelui nu a fost ridicată. În schimb, papa a socotit prilejul nimerit să dea curs gândului care-l obsedase tot drumul și, în ultima zi a conciliului, ca un fel de addendum, în afara discuției prevăzute și spre uimirea tuturor, a lansat apelul de cruciadă. Era acesta un fel de a atenua eșecul unui conciliu, surprinzându-și auditoriul printr-o inițiativă politică pe cât de originală pe atât de îndrăzneață? Era un fel de a-și dovedi că o călătorie, atât de obositoare, nu fusese zadarnică? Răspunsul l-a avut pe loc. Clerul prezent la conciliu s-a declarat de acord. Din rândurile lui s-a desprins Ademar, episcop de Puy, și a cerut primul să se înroleze cruciat. Exemplul lui a fost urmat pe dată de mulți alții dintre cei de față. Astfel, faima conciliului a fost asigurată în modul cel mai neașteptat. Dintr-un eșec s-a transformat într-un succes răsunător. 
Despre conciliul de la Clermont avea să se vorbească mai bine de o sută de ani ca despre o mare minune, istoriei adăugându-i-se legenda și fantezia cronicarilor. Ce s-a spus la conciliu în legătură cu cruciada nu se cunoaște precis, asupra acestui punct contemporanii evenimentului păstrează tăcerea. Dar se știe că înainte chiar de dizolvarea adunării au fost luate primele măsuri. A fost desemnat conducător al armatei Ademar de Puy, numit ad hoc legat papal al cruciadei. S-a fixat locul de adunare al trupelor, la Puy precum și data plecării cruciaților spre Orient, anume mijlocul lui august, după strângerea recoltei, pentru a se putea asigura proviziile de drum și a nu rămâne fără hrană familiile celor plecați, într-o vreme când de mai mulți ani recoltele erau proaste. De altfel, problema economică a cruciadei era lăsată să fie rezolvată de conducătorii ei, care urmau să fie aleși ulterior. Totodată, conciliul a definit situația juridică a cruciaților, ei și bunurile lor fiind fiind luați sub protecția bisericii. Papalitatea se temea de înrolarea unor elemente nedorite care ar fi semănat dezordini pe drum și ar fi devenit o povară pentru armată, de aceea, tot la Clermont s-a stabilit ca nimeni să nu poată participa la cruciadă fără asentimentul bisericii.
După închiderea conciliului de la Clermont, papa a lansat un apel către întreaga Europă creștină, episcopilor revenindu-le obligația să transmită tuturor preoților din parohii dispozițiile adoptate de conciliu cu privire la cruciadă.
În octombrie 1095, în îndepărtatul de Constantinopol, Clermont, capitala regiunii franceze Auvergne, la un conciliu al Bisericii apusene, papa Urban II i-a chemat pe toți creștinii apți să poarte arme să participe la o mare expediție în Orient (numită, ulterior, cruciadă), pentru a redobândi de la necredincioșii musulmani Ierusalimul și Sfântul Mormânt.
Despre conciliul de la Clermont avea să se vorbească mai bine de o sută de ani ca despre o mare minune, istoriei adăugându-i-se legenda și fantezia cronicarilor. Ce s-a spus la conciliu în legătură cu cruciada nu se cunoaște precis, asupra acestui punct contemporanii evenimentului păstrează tăcerea. Dar se știe că înainte chiar de dizolvarea adunării au fost luate primele măsuri. A fost desemnat conducător al armatei Ademar de Puy, numit ad hoc legat papal al cruciadei. S-a fixat locul de adunare al trupelor, la Puy precum și data plecării cruciaților spre Orient, anume mijlocul lui august, după strângerea recoltei, pentru a se putea asigura proviziile de drum și a nu rămâne fără hrană familiile celor plecați, într-o vreme când de mai mulți ani recoltele erau proaste. De altfel, problema economică a cruciadei era lăsată să fie rezolvată de conducătorii ei, care urmau să fie aleși ulterior. Totodată, conciliul a definit situația juridică a cruciaților, ei și bunurile lor fiind fiind luați sub protecția bisericii. Papalitatea se temea de înrolarea unor elemente nedorite care ar fi semănat dezordini pe drum și ar fi devenit o povară pentru armată, de aceea, tot la Clermont s-a stabilit ca nimeni să nu poată participa la cruciadă fără asentimentul bisericii.
După închiderea conciliului de la Clermont, papa a lansat un apel către întreaga Europă creștină, episcopilor revenindu-le obligația să transmită tuturor preoților din parohii dispozițiile adoptate de conciliu cu privire la cruciadă. Aceștia la rândul lor, trebuiau să le facă cunoscute poporului. Urban al II/lea însuși s-a făcut propagatorul propriei sale idei și, în cursul iernii anului 1095 și în primăvara anului următor a călătorit din loc în loc îndemnând credincioșii să ia parte la expediție. Drumul parcurs era același de la venire. El s-a rezumat la sudul Franței și nordul Italiei. Un popas mai îndelungat l-a făcut în Provența, regiunea aflată sub influența contelui de Toulouse și unde pericolul maur-dat fiind apropierea de Spania-pregătise într-un fel spiritele la o luptă împotriva Islamului. Apelul papei nu putea fi decât bine primit. Din itinerariul, ales cu grijă de papă, precum și din stăruința de a se face ascultat în regiunile pe care le-a străbătut, rezultă că, în ciuda caracterului general al apelului intenția lui Urban al II lea era să ridice o singură armată din sudul Franței, sub conducerea lui Ademar de Puy. Nu credea că poate aduna trupe din domeniile capețiene, din Champagne, de pildă, sau din Burgundia, atâta vreme cât regele Franței era excomunicat și cu atât mai puțin din Germania, unde autoritatea scaunului apostolic slăbise simțitor.
Dacă în ceea ce privește Germania nu s-a înșelat, cu totul altfel s-au petrecut lucrurile în Franța. Rezultatele propagandei bisericii și, mai ales, efortul depus de Petru din Amiens au depășit așteptările papei. Nu numai țărani izolați s-au pus în mișcare, ci sate întregi.
Mulțimea provenea din nord estul Franței, Lorena, Flandra, Germania renană. Seceta și foamea îi alungaseră pe oameni din gospodăriile lor și lipsiți de orice spirit de prevedere, se grăbiseră să-și lichideze avutul, pe un preț de nimic, neținând seama de truda agoniselii lui; de exemplu, cu cinci dinari se puteau cumpăra opt oi; vindeau tot ce aveau mai târziu decât ceilalți să pornească în cruciadă, încât se ajunsese ca printr-o totală devalorizare a bunurilor și o inversare a valorilor să se cumpere tot ce era scump și să se vândă tot ce era ieftin, spun cronicile. Scump era tot ceea ce ar fi fost necesar pe drum, iar ieftin tot ceea ce ar fi ajutat la acoperirea cheltuielilor. O mulțime de bunuri mobile și imobile, cu ocazia aceasta, au intrat în mâna evreilor, bunuri de care vor fi siliți curând să dea socoteală, deși nu au fost vinovați de înstrăinarea lor.Mulțimea săracă s-a strâns în jurul lui Petre Pustnicul. O gloată imensă îl înconjura pe predicator, proslăvindu-l, închinându-i-se și oferindu-i daruri. Exagerările religioase au și început să acționeze asupra acestor oameni simpli și creduli și nu o dată aveau să-i împingă la acte necugetate. Orice făcea Petre Pustnicul, orice spunea, era socotit ca ceva divin, până și părul catârului său era prețuit ca o relicvă, nota un contemporan al acelor vremuri-Guibert de Nogent care a considerat faptul extraordinar și demn de transmis posterității. Presat de mulțime, lui Petru nu-i rămânea decât să pornească la drum imediat, lucru pe care nu-l prevăzuse și nu-l dorise, nici el, nici papa. Mai erau încă cinci luni până la data hotărâtă pentru expediție (august 1096), semănăturile abia erau date în bob, deci nu exista posibilitatea de aprovizionare a armatei, și totuși au plecat, înarmați cu ce au găsit- mulți nu aveau decât ciomege-și având ca merinde, atât cât puteau duce în traistă. Nu cunoșteau nici distanța ce aveau de străbătut, nici greutățile.
Constituiți într-o ,,oaste sfântă’ se credeau îndreptățiți să ia tot ce le ieșea în cale și le era de trebuință. Petre Pustnicul, ajutat de un anume Walter cel Sărac, cu greu putea menține ordinea. Așa s-a întâmplat ca de marșul primilor cruciați să fie legată amintirea unor pogromuri ale evreilor din Europa, cunoscute sub numele ebraic de gzerot al anului 4856. Trecând Rinul cruciații în zdrențe au întâlnit comunitățile bogate ale evreilor din orașele Köln și Mainz. Pretextul religios al luptei cu necredincioșii, a fost o justificare suficientă pentru gloata flămândă ca să se năpustească asupra lor și să-i jefuiască. Ei i s-au alăturat orășenii avizi de a-și spori capitalul peste noapte și cavalerii burgunzi cu imaginație aprinsă, dar mai ales nobili cruciați sosiți din urmă. Marele persecutor, contele german Emich von Leisingen se credea hărăzit de Dumnezeu să ajungă împărat al Bizanțului și rege al Ierusalimului. Oare credea? Mai degrabă juca o farsă pentru a pescui în apele ce se tulburaseră. El cu ceata lui de cavaleri, urmat de sărăcime, s-a năpustit asupra evreilor. În focul încăierării, mulți evrei-bărbați, femei, copii-au fost uciși.
Istoricul J. Prawer considera că singura febră religioasă a dezlănțuit mulțimea împotriva iudaismului Ashkenaz. În sprijinul afirmației aducea mărturia contemporană a lui Rabbi Solomon Bar Simeon: trecând prin satele unde se aflau evrei, își spuneau unul altuia: noi mergem un drum atât de lung în căutarea idolatriei[...], și iată, evreii[...]trăiesc printre noi; să ne răzbunăm mai întâi pe ei, să-i ștergem din rândul popoarelor, să nu se mai pomenească numele lui Israel. Poporul ales, adevăratul Israel, erau ei, cruciații. Cronicarul Albert d’Aix (Aichensis), însă, povestind în amănunțime cum s-au petrecut evenimentele conchidea: cruciații au distrus casele [evreilor] și sinagogile, iar banii acestor victime i-au împărțit între ei, căci i-au nimicit[...] mai mult din lăcomia pentru bani, decât dintr-o judecată dreaptă pentru Dumnezeu.
Punctul de vedere al lui Albert d’Aix era și cel al autorității bisericești, care a dezavuat pornirea sălbatică a cruciaților și modul cum fusese răstălmăcită cruciada. Arhiepiscopul din Mainz a luat sub ocrotirea sa pe evrei și a ascuns în casele lui pe acești nefericiți care fugeau îngroziți, totodată le-a pus la adăpost banii și giuvaerurile.
Masacrele însă, din nefericire, s-au repetat între Rin și Dunăre, timp de trei luni, cât a durat trecerea coloanelor de cruciați, inclusiv cetele de cavaleri, prin Germania, Cehia și Ungaria, lăsând o ură de mai multe sute de ani între evrei și crestini. Mai mult, cruciada destinată inițial să facă din creștinii muriți în luptă martiri, a reînviat martirologia evreilor, care credeau acum că jertfa lor va duce la izbăvirea poporului pentru care se împlinise un mileniu de când își pierduse statul și peregrina prin lume.
Cruciații înaintau anevoie, iar țelul final-Ierusalimul-rămânea la o depărtare pe care mulți încetaseră să spere că o vor străbate. Pe măsură ce vremea se scurgea, mizeria creștea în rândul cruciaților; istoviți de mers și foame, roși de boli, ei mureau pe drum. Psalmii de mântuire intonați nu mai erau de ajuns pentru întreținerea moralului. Descurajarea a făcut să se nască tot felul de superstiții, amintind de străvechi mituri ale prosperității și reușitei. Cu profundă indignare Akbert Aschensis scria cum la un moment dat că acești primi cruciați, care rătăceau fără speranță de la o zi la alta, și-au luat drept cășăuză o capră și o gâscă, socotindu-le pline de duh sfânt, fapt ce-l făcea să-i numească adunare de imbecili și smintiți.

### Prima cruciadă

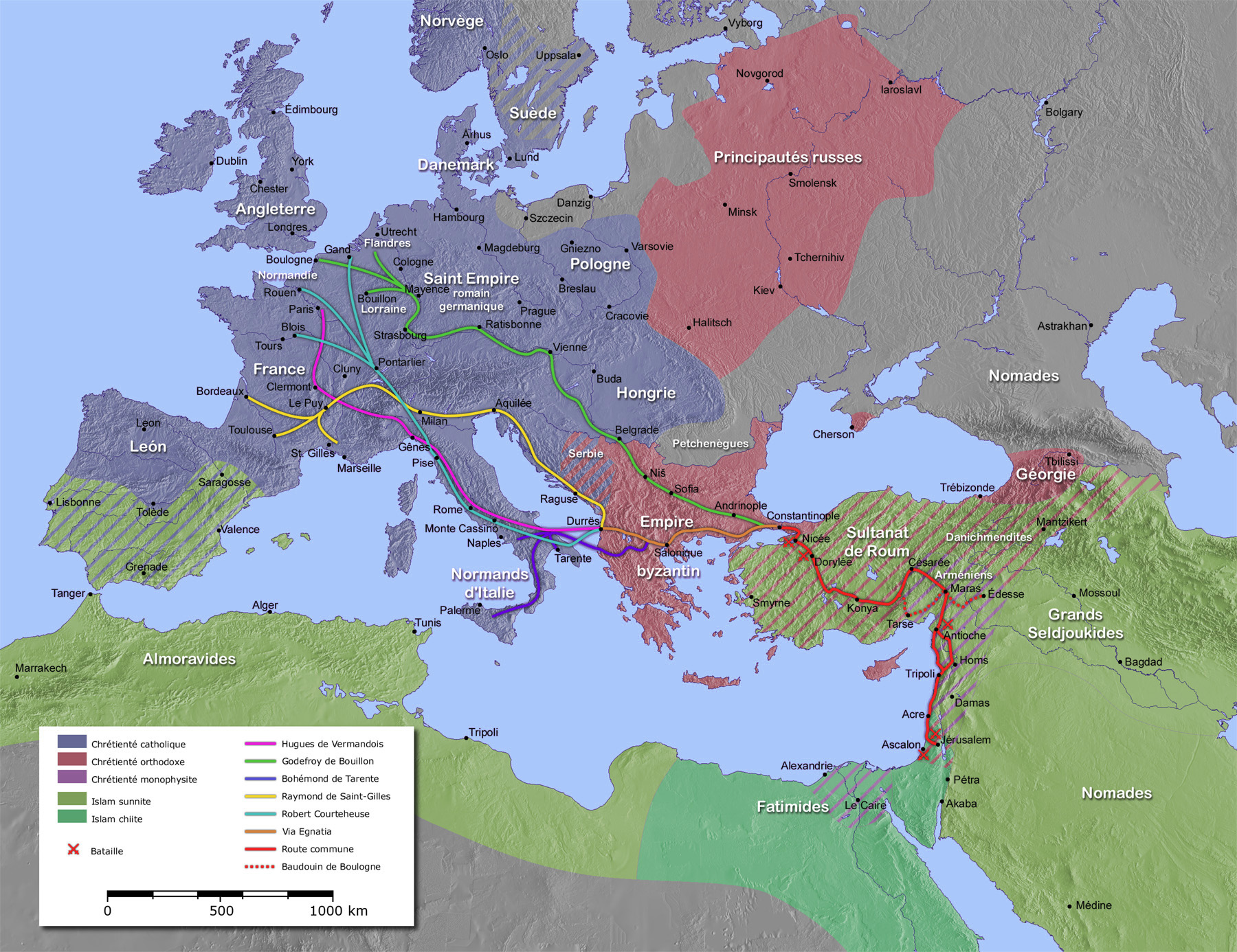
Harta primei cruciade.

În sfârșit după multe pierderi de vieți omenești, această mulțime a intrat în Imperiul bizantin, hotărând să nu mai aștepte și oastea feudalilor iar în luna octombrie au ajuns la Constantinopol. În majoritatea lor analfabeți, oamenii înapoiați și năpăstuiți de soartă părăseau Europa Occidentală săracă, pentru a dobândi, în îndepărtatul Orient, iertarea păcatelor promisă de papă, iar dacă vor avea noroc, să dobândească și bogății.
Alexie Comnenul, a aflat că oastea lui Petru s-a dedat fărădelegilor. Cruciații aceștia după ce au ajuns în capitala romeilor, a luat-o cu totul razna. Potrivit mărturiilor unui cronicar apusean, creștinii înșiși se purtau urât, căci dărâmau și incendiau palatele din suburbii, cărau plumbul, cu care erau acoperite bisericile, și îl vindeau grecilor. Din pricina acestor fapte, împăratul s-a mâniat și a poruncit să fie transportați peste strâmtoare speriat de tulburările pe care prezența unui număr mare de oameni, fără căpătâi le ar fi putut provoca în oraș. După traversare, ei n-au încetat să săvârșească felurite fapte urâte, punând foc și pustiind bisericile (Anonim, Faptele francilor și ale altor ierusalimiți )
Pe câmpul de luptă de lângă Niceea a luat sfârșit cruciada sărăcimii, acești înșelați ai soartei fiind cei mai mulți masacrați de turcii selgiucizi iar restul a fost dus în robie. Dintre supraviețuitori puțini au revenit în patria lor. Printre cei care au scăpat cu viață se număra și Petre Pustnicul care, în toamna anului 1097, revenea la Constantinopol, de unde i s-a pierdut mai apoi urma. Walter cel Sărac era ucis într-o ambuscadă în apropiere de Nicomedia.
În timp ce cruciada populară pornise marșul ei nefast, nobilii feudali au început să se organizeze în vederea expediției plănuite. Au fost create patru corpuri de oaste. Primul corp, condus de Godefroy de Bouillon, era compus din  nobili loreni, al doilea grupa pe feudalii din Vermandois, conducerea fiind încredințată fratelui regelui Filip I, contele Hugo, căruia i s-a alăturat Robert Curthose, duce de Normandia, fiul mai mare al regelui Angliei, Wilhelm Cuceritorul, și care venea cu o mică flotă formată din multe vase de război; a treia armată era alcătuită din nobili flamanzi și frisoni sub conducerea conților de Flandra, Robert și Balduin (acesta din  urmă era fratele lui Godefroy de Bouillon) și, în sfârșit a patra oaste unea cavalerii din sudul Franței sub comanda lui Raymond de Saint Gilles, conte de Toulouse, alături de care se afla Ademar de Monteil, episcop de Puy, conducătorul spiritual al cruciadei. Trupe răzlețe ale unor feudali, ca Etienne de Blois, Rotrou de Perche, Boemund de Tarent, Tancred de Sicilia, s-au înrolat și ele în marea expediție. Tot din Italia au mai participat primii cruciați orășeni, care s-au înrolat din orașele Pisa și Genova și care s-au îmbarcat din cele două porturi preferând drumul mai direct pe apă. Așadar, se poate spune că la prima cruciadă au participat cruciați din Franța Anglia și Italia. Nobili din Germania au fost foarte puțini și nu au avut o armată proprie, ci s-au alăturat fie lorenilor, fie frisonilor. Explicația ne-o dă cronicarul Ekkehard von Urach: Această chemare a produs puțină impresie asupra francilor răsăriteni, a saxonilor, turingilor, bavarezilor și alamanilor, din cauza acelei rupturi dintre cler și imperiu, care, începând din timpul papei Alexandru, a făcut vai! Să ne dispretuim și să ne dușmănim, atât noi pe romani (pe papă), cât și romanii pe noi. Apoi, Germania ferită de secetă, nesuferind din pricina foametei și a bolilor, la început n-a avut nici o înțelegere față de cruciadă, o dovadă în plus că nu factorul religios a fost determinant în declanșarea expediției. Ekkehard scria că la vederea cruciaților, poporul lua în bătaie de joc pe cei care treceau prin țara sa, care  ca orbiți de o dobitocie nemaiauzită ...căutau cu lăcomie lucrul altuia, renunțând la avutul propriu.
Armata feudală, indiferent din ce țară provenea, era formată nu numai din cavaleri războinici. În toate corpurile de oaste existau în număr mare prelați, oameni din popor, femei, copii, familiile însoțind pe cei mai mulți dintre cruciați. De aceea deplasarea avea să se facă anevoie, pricinuind, nu o dată, pagube materiale și, chiar de vieți omenești în teritoriile pe unde treceau. 
Drumul pe uscat, ales de cruciații feudali, a fost același parcurs și de cruciada populară.Godefroy de Bouillon, iar după el Robert de Flandra, cu o oaste numeroasă au străbătut Germania, Cehia, Ungaria, au trecut la sud de Dunăre și prin Bulgaria au înaintat spre Constantinopol.
Contele Hugo de Vermandois, Raymond de Saint Gilles și Boemund de Tarent au prefrat drumul mai scurt, prin sud. Fratele regelui Franței și Boemund de Tarent, fiecare pe cont propriu, s-au îmbarcat și, navigând de-a lungul coastei Adriatice, primul s-a oprit lângă Durazzo, iar al doilea s-a hazardat până pe coasta  Epirului. Atât unul, cât și celălalt, în toamn anului 1097, aveau să sosească, după multe greutăți întâmpinate, la Constantinopol în timp ce Raymond de Saint Gilles, contele Provenței, străbătuse Dalmația și ajunsese înaintea lor în marea capitală a Bizanțului, punctul de întâlnire al cruciaților.
La sfârșitul anului 1097, la Constantinopol au început să sosească primele detașamente de cavaleri. Relațiile dintre cruciați și autoritățile bizantine erau complicate. În fața lui Alexios se aflau trei obiective: să nu admită concentrarea în capitală a turbulenților cavaleri apuseni, să preîntâmpine jafurile și să-i oblige pe cruciați să promită că vor depune în fața împăratului jurământul de vasalitate pentru toate fostele posesiuni ale Bizanțului, pe care aceștia le vor recuceri de la musulmani. 
Rând pe rând, populația din imperiu cu uimire, dar și cu spaimă, totodată a înregistrat venirea unor armate dinspre apus, obosite, flămânde, gata să pună mâna pe tot ce le sta în cale. Este de la sine înțeles neîncrederea reciprocă cu care s-au privit, și unii și alții suspectându-se de erezie, viclenie și nestatornicie. În fapt, pentru prima dată se întâlnea creștinătatea occidentală cu cea orientală și cu surprindere își dădeau seama că sunt două lumi diferite, chiar dacă asemănătoare ca ideologie și structuri politice. Diferite ca mod de a se îmbrăca, fel de a se purta și mânca, diferite mai ales, în formele de protocol, în viața de familie, în relațiile dintre indivizi sau individ și autoritatea centrală, și chiar în felul de a se adresa lui Dumnezeu. Nobilii occidentali, obișnuiți cu o ierarhie vasalică, nu tocmai rigidă și care le lăsa multă libertate de mișcare, apăreau bizantinilor niște oameni nestăpâniți, fără lege și de temut. Prejudecata cu care au fost întâmpinați se vede din cuvintele Annei Comnena, fiica împăratului Alexios. Zvonul-scria ea- se răspândise că armatele francilor fără țară se apropiau. (Pe împărat)îl înspăimântau sosirea lor, știindu-le pasiunea de luptători neînfricați, caracterul lor eretic, temperamentul nehotărât, fără a mai vorbi de alte însușiri proprii celților și urmările lor inevitabile, ca de pildă setea după bani, care-i face, se pare, totdeauna gata să încalce jurământul depus, fără scrupul și fără vreun motiv serios. Cum era Ana Comnena să nu aibă decât cuvinte de dezaprobare la adresa cruciaților când, tot după spusa ei, un nobil francez admis în palatul imperial, împreună cu alți duci și conți, a schițat gestul de a se așeza pe tron, nemulțumit că împăratul ședea, în timp ce ei toți stăteau în picioare în fața sa, de parcă ar fi fost servitori nu nobili de seamă; fapta a fost interpretată ca o necuviință, iar năvalnicul gentilom l-a calificat pe împărat drept țărănoi. A fost nevoie de intervenția lui Balduin de Flandra și de toată diplomația împăratului pentru a se evita un incident neplăcut.
Conflictele se succedau unul după altul, aristocrații occidentali nu se purtau mai bine decât țăranii lui Pierre l'Ermite cunoscut mai bine cu numele de Petru Eremitul. Societatea bizantină, pe atunci mult mai avansată ca nivel de civilizație, asista cu groază la spectacolul oferit de moravurile barbare ale baronilor inculți și grosolani. Cavalerii își băteau joc de Biserica ortodoxă și de ceremonialul riguros al curții, precum și de obiceiurile grecilor. O impresie negativă producea și clerul catolic, ferecat în armuri. Anna Comnena scria: Noi ne supunem canoanelor, legilor și preceptelor evanghelice: sa nu pui mâna, să nu strigi, să nu ataci, căci ești sfânt. Barbarul latin însă oficiază slujba ținând scutul în mâna stângă și agitând lancea cu dreapta, el dă împărtășania din trupul și sângele Domnului, privind la omoruri.
Dar adevăratele motive de nemulțumire au fost tot cele politice. Când armatele cruciate s-au adunat, în sfârșit, la Constantinopol, s-a pus problema relațiilor dintre cruciați și împărat, fără al cărui concurs continuarea expediției devenea imposibilă. Alexie Comnenul, care stăruia în a se crede urmașul împăraților romani și cel de-al 13 lea apostol, nu voia să renunțe în nici un chip la drepturile Imperiului bizantin asupra unor foste teritorii din Asia Mică. De aceea, preluând o practică occidentală, familiară cruciaților, el a cerut conducătorilor de oști să depună jurământ de vasalitate în fața sa, iar în viitoarele teritorii cucerite să i se recunoască, lui și urmașilor, suzeranitatea. Pretențiile împăratului, de altfel îndreptățite, au fost întâmpinate de cruciați cu vii proteste căci fiecare, pornind în cruciadă, sperase să devină propriul său suzeran, un senior independent în posesia unei adevărate feude a soarelui. Cu mijloacele proprii diplomații bizantine (flatarea, lingușirea, corupția), împăratul a reușit să smulgă rând pe rând nobililor feudali jurământul de vasalitate, nu fără a provoca discuții și certuri printre aceștia. Cel mai îndârjit a fost Boemund de Tarent, care a rezistat ultimul presiunii de a se închina împăratului. Alții, mai puțin hotărâți ca de pildă Raymond de Saint Gilles, au aderat la un compromis: să jure că vor respecta doar persoana împăratului și posesiunile lui. 
Alexie a iesit cu cinste din această încercare. Dând dovadă de șiretenia și stăpânirea de sine care-l caracterizau, iar, la nevoie, și de asprime, el a trecut oștirea cruciată pe malul anatolian, asigurându-se din timp de jurământul aproape al tuturor conducătorilor acesteia: Godefroy de Bouillon, Robert de Flandra și chiar Boemund de Taranto (fiul lui Robert Guiscard). Numai lacomul conte de Toulouse, Raymond, nu s-a lăsat înduplecat de basileu. Grecii, din partea lor, au trimis în expediție un detașament puternic.
Ajunși la această înțelegere, în primăvara anului 1097, cruciații au fost debarcați în Bitinia.
Ajunși pe țărmul asiatic, disensiunile dintre cruciați au încetat pentru un timp în fața exigențelor unei cooperări militare. În acest scop, a fost ales conducător general al armatei Godefroy de Bouillon. Cât de numeroși erau cruciații nu se poate ști. Contemporanii evenimentului nu cad de acord asupra cifrei. Pare să fi fost, după unele opinii, în total, în jur de 100 000 de oameni, dintre care 45000 cavaleri, 30 000 luptători pedeștri, iar restul îl completau familiile lor. După alte informații cifra crește la 500 000 persoane. Obiectivul expediției-Ierusalimul-se afla la sute de kilometri. De aceea pe lângă un conducător energic, armata avea nevoie de un plan de înaintare și de cucerire sistematică, deoarece, de la primele mișcări, cruciații și-au dat seama că selgiucizii erau mai puternici decât se așteptau, în plus, climatul arid-sute de kilometri de străbătut prin regiuni fierbinți, secetoase, fără vegetație care să asigure hrana cailor- creau noi și mari dificultăți. Idealul religios a trecut pe un plan secundar și a lăsat locul simțului practic. Ceea ce urma să fie cucerit trebuia și păstrat, de aici necesitatea creării unor principate, în stăpânirea cruciaților, înainte ca aceștia să ajungă la Ierusalim, dacă aveau să mai ajungă la acest capăt de lume, cum se întrebau, pe bună dreptate, mulți dintre cruciați și conducători de oști. 
Planul întocmit în pripă a fost de a se ataca mai întâi Niceea, de puțin timp capitala sultanatului de Rum, și să-l surprindă pe Kîlîdj Arslan Suleiman Daud ibn Qutulmish, devenit primul sultan turc, dar care tocmai lipsea din cetate, aflându-se la Melitene, unde încerca să-și răpună adversarul persan. Luat prin surprindere, orașul s-a predat, după nici o lună de asediu (21 mai-19 iunie), înainte ca Kîlîdj Arslan să fi sosit cu întăriri; Niceea era un punct politic și strategic important pentru Bizanț, de aceea împăratul Alexie a cerut cruciaților să respecte clauza tratatului încheiat, adică să-i restituie cetatea. Deși nemulțumiți, cavalerii au cedat, mai ales că populația a preferat stăpânirea bizantină cu care erau obișnuită. Oricum izbânda fusese a cruciaților, iar în rândul luptătorilor însuflețirea a fost mare. Au fost trimise solii în grabă în Franța vestindu-se că în cel mult 5 săptămâni cruciații vor fi la Ierusalim. 
Fiindcă împăratul nu a permis învingătorilor să jefuiască orașul, acțiunile ulterioare în comun au devenit problematice, cu toate acestea, succesele cruciaților i-au înlesnit considerabil lui Alexios operațiunile în Asia Mică: cucerirea orașelor Laodiceea, Sardes, Smyrna, Efes, a litoralului sudic al Mării Negre etc. 
Convinși că apropierea de țintă depinde de efortul propriu, oștile ferecate în armură grea s-au îndreptat spre Dorileea, următorul punct strategic important. Kîlîdj Arslan, alarmat, a încheiat în grabă pace cu adversarii săi și, cu forțe sporite, a venit în întâmpinarea dușmanilor creștini. Bătălia decisivă s-a dat la 1 iulie 1097 și ea a însemnat o nouă și răsunătoare victorie a cruciaților. În tabăra musulmană domnea deruta și demoralizarea. Cronicarul din Damasc, Ibn al Qalanisi, consemna lupta dramatică și urmările ei în următorii termeni: Știrile au început să vină unele după altele cum că oștirile francilor au apărut din direcția Constantinopolului în număr atât de mare, încât nu pot fi numărați. Cum zvonul trecea din gură în gură cu lăcomie, oamenii își pierduseră mințile de frică. Sultanul Daud Ibn Qutulmish, ale cărui stăpâniri se aflau în apropierea lo, aflând toate acestea, a început să adune oamenii, să-i înarmeze și să se pregătească pentru războiul sfânt. Un număr mare de turci selgiucizi i s-au alăturat pentru a susține lupta [...]. El a ieșit din cetate și luând-o pe drumuri și poteci ocolite le-a ieșit înainte francilor și s-a arătat fără îndurare față de toți cei ce i-au căzut în mână. După ce un număr mare de franci au fost astfel omorâți, ceilalți adunându-și forțele au întors armele împotriva lui (Qutulmish), l-au învins și zdrobindu-i armata au omorât pe mulți, iar pe alții i-au luat prizonieri. Turcii, pierzând cea mai mare parte a cavaleriei, au luat-o la fugă. Împăratul grecilor a răscumpărat un număr mare dintre cei pe care ei (turcii) îi făcuseră sclavi și i-a dus la Constantinopol. Când vestea s-a răspândit despre această rușinoasă înfrângere a cauzei Islamului, spaima poporului a devenit nemăsurată, iar frica și neliniștea au sporit.
Cu o perspicacitate demnă de admirat, Ibn al–Qalanisi numea pierderea celor două bătălii o înfrângere a cauzei Islamului, căci cele două victorii ale cruciaților au fost decisive pentru istoria Orientului Mijlociu, în secolele ce au urmat, determinând caracterul înaintării stăpânirii turce. Dacă Constantinopolul-spunea istoricul J. Prawer-nu a devenit un oraș turc decât trei sute de ani mai târziu, dacă Imperiul bizantin a viețuit încă, exercitând o influență politică și culturală asupra lumii balcano-slave, până ce aceasta a ajuns la maturitate, faptul se explică, în bună parte, prin primele două victorii ale cruciaților. Cum de au fost ele posibile? Răspunsul îl aflăm în situația demografică și economică a regiunii. Anatolia se afla de 25 de ani sub stăpânire selgiucidă, timp în care populația greacă de la țară sărăcise, datorită numeroaselor dări; avusese loc o depopulare a satului și o aglomerare a orașelor. Colonizarea turcă fiind încă slabă, urmarea a fost că locuitorii cetăților erau, în majoritate, creștinii, ostili noilor stăpânitori.
Frica și neliniștea turcilor consemnate de Ibn Al Qalanisi după înfrângerea lui Qutulmish, erau îndreptățite. Victoria de la Dorileea a deschis cruciaților drumul prin Anatolia. Toată luna august trupele au înaintat nestingherite spre Iconium
Frica și neliniștea turcilor consemnate de Ibn Al Qalanisi după înfrângerea lui Qutulmish, erau îndreptățite. Victoria de la Dorileea a deschis cruciaților drumul prin Anatolia. Toată luna august trupele au înaintat nestingherite spre Iconium. De aici, ele și-au continuat drumul spre Heracleea (Eregli), cetate de importanță strategică, situată la poalele munților Taurus, munții înalți de o ariditate binecunoscută, cu poteci abrupte, greu de străbătut. Ajunsă în acest punct, fără prea mari pierderi, armata cruciată trebuia să adopte un nou plan de înaintare. Discuția dintre conducătorii de oști a fost aprinsă iar la o unitate de vederi nu s-a putut ajunge. În timp ce cei mai mulți erau de părere să se treacă munții, cu orice risc, să se facă un ocol pentru a se curăța regiunea de dușmani și să se asigure spatele, Balduin și Tancred de Sicilia preferau drumul direct prin sud. Urmarea a fost că armata s-a împărțit în două; cei doi conducători menționați, cu un corp de oaste nu prea numeros, au trecut prin Porțile Ciliciei (între Taurus și Antitaurus) și au înaintat spre Maraș; grosul armatei, condus de Godefroy de Bouillon, a descris un arc mare luând-o spre Caesareea apoi s-a răsucit spre sud-est și, pe o căldură de nesuportat, a început ascensiunea munților Taurus. Escaladarea Piscului Diavolului a depășit în ce privește dificultățile orice închipuire a cruciaților. Au fost părăsiți caii, aruncată armura, ce se încingea pe trupurile cavalerilor, mulți au pierit în râpe. În sfârșit după multe zile de suferință, au coborât în câmpie, punctul final al acestui marș infernal fiind tot Maraș, unde cele două armate, în toamna anului 1097, făceau joncțiunea. Astfel prima etapă a expediției se încheia cu cucerirea unei treimi din Anatolia. Emirii din orașele de pe coastă s-au supus fără prea multă împotrivire. Alexandretta, Shaizar au capitulat, râd pe rând, în fața cruciaților. Când trupele împăratuluiAlexis i-au ajuns din urmă, ele nu au avut de dat nici o luptă, ci doar au cules roadele expediției cruciaților. Tratatul încheiat la Constantinopol era așadar, respectat spre marea nemulțumire a luptătorilor care se vedeau folosiți de împărat ca simpli mercenari.
De la Maraș, armata odihnită și refăcută și-a continuat drumul spre sud, ținta fiind de data aceasta, Antiohia.

### Formarea statelor cruciate
Balduin, veșnic în dezacord cu restul conducătorilor, s-a hotărât să întreprindă o acțiune pe cont propriu. El s-a îndreptat spre Eufrat, vrând cu orice preț să-și croiască o stăpânire și nu doar să lupte în folosul lui Alexie Comnenul. Soarta l-a ajutat. La Edessa tocmai izbucnise o răscoală a populației oprimată de guvernatorul armean Toros. Balduin se oferă să îl ajute, ajutor primit fără zăbavă de către toros, care drept recunoștință îl asociază pe nobilul cruciat la conducere. O nouă răscoală în primăvara anului 1098, în luna martie, se solda cu uciderea lui Toros și recunoașterea lui Balduin ca singur stăpân. Astfel, lua naștere primul stat cruciat, Comitatul de Edessa, care a marcat prima ruptură față de înțelegerea cu Bizanțul, căci teritoriul Comitatului de Edessa era fără îndoială o fostă posesiune bizantină. În fața pretențiilor de stăpânire ale lui Alexios Comnenul, Balduin opune voința poporului, pretextând că a fost împuternicit ca principe printr-o proclamație a norodului, lucru greu de crezut și oricum fără valoare juridică în ochii bizantinilor. La depărtarea la care se aflau, forța a fost cea care a decis, iar împăratul nu a avut nici o putere. În plus, Balduin a reușit să atragă și să-și apropie pe noii supuși, fermecându-i cu libertatea și spontaneitatea cu care lua o hotărâre. De pildă, văzând-o pe fiica unei căpetenii armene, pe încântătoarea Arda, Balduin nu a rămas indiferent și pe loc a cerut-o în căsătorie, fapt cu urmări politice dintre cele mai însemnate. Pe lângă popularitatea câștigată, căsătoria -ne spune cronicarul Guillaume de Tyr- i-a adus lui Balduin mai multă putere în țară, căci nu numai frumusețea prințesei îl atrăsese, ci și posibila alianță cu un puternic conducător local. Într-adevăr, socrul i-a promis să-i dea banii necesari viitoarelor expediții și, ajutor militar împotriva turcilor, făgăduindu-i, totodată, că-i va acorda succesiunea unor fortărețe în munții Taurus.
Formarea principatului Edessei, ca stat latin în plin teritoriu musulman, a avut o importanță politică deosebită pentru mersul cruciadei.Situată pe Eufrat, Edessa separa posesiunile turce din Iraq și Persia de cuceririle de mai târziu ale europenilor. Orice încercare de atac musulman în viitor era periclitată de o intervenție din flancul nordic, dinspre Edessa. Din nefericire pentru cruciați, primul stat latin în Orientul Apropiat a avut o durată scurtă, de numai 46 de ani.
În timp ce Balduin părăsea cruciada, Boemund de Tarent, Raymond de Saint Gilles, Godefroy de Bouillon etc, împreună cu oștile lor, și-au continuat drumul spre Antiohia și nu mică le-a fost uimirea când, după mai multe zile de mers, le-a apărut în fața ochilor, răsărit ca din pământ, impunătorul oraș-cetate. Era înconjurat de ziduri lungi de peste 10 km, ce se cățărau pe stânci vălurite, flancate de 450 de turnuri. Fortăreața propriu-zisă se înălța măreață în interior, dominând orașul de la o înălțime de 400m. Impresia de forță, de inexpugnabilitate, era amplificată de natura înconjurătoare ce o străjuia din trei părți, sporindu-i măreția și farmecul: la nord-est curgea râul Orontes, la sud stânci înalte de cretă, greu accesibile, dublau peretele de piatră, iar la vest, la numai câțiva kilometri, marea. Cruciații în Europa nu văzuseră nimic asemănător. Era prima dată când ei întâlneau un oraș cu adevărat fortificat, după sistemul bizantin, și poate nu ar fi putut fi cucerit dacă în portul Antiohiei (Suwajdia) nu ar fi ancorat tocmai atunci flota genoveză și cea engleză, care le-a furnizat materialele și meșterii necesari construirii mașinilor de război. Dar și cu acest ajutor, asediul a fost lung și greu, iar soarta bătăliei nu odată a înclinat de partea adversarului. Timp de șapte luni, asediatori și asediați s-au aflat într-o încleștare pe viață și pe moarte, la luptă participând, alături de bărbați, femeile și copiii. Succesul cruciaților s-a datorat, în bună parte, conducătorului asediului, Boemund de Tarent, care a știut să profite de conflictul dintre conducătorul cetății, Jaghi-Siyan, și suzeranul său, emirul din Alep, și s-a priceput să atragă de partea cruciaților pe armeni și sirieni. Încercările emirilor din Damasc și Alep de a veni în ajutorul Antiohiei au fost, rând pe rând, respinse. Atabegul de Mossul, Kirbogha, s-a pus și el în mișcare, dar trupele cruciate, printr-un șiretlic, pătrundeau în cetate cu două zile înainte de sosirea armatei lui Kirbogha. Cele două zile au salvat pe cruciați de la dezastru. Ajutați de armenii și grecii din oraș, asediatorii, aflați în afara zidurilor, cu tot curajul de care au fost capabili. Ca totdeauna războiul și lipsurile aduceau cu sine boala. Molima s-a răspândit în cetate. Oameni și cai mureau, descurajarea se strecurase în suflete. A fost nevoie de toată forța morală a lui Boemund de Tarent care, folosindu-se de religie, a reușit să mobilizeze întreaga suflare la luptă. În sfârșit, la 28 iunie asediul era ridicat, cetatea fiind lăsată în mâna cruciaților. Problema ce se punea acum era: cine o va stăpâni? Boemund iscusit în a întinde curse, de teamă ca armata lui Alexios Comnenul să nu vină să-și ceară drepturile în numele împăratului, a răspândit vestea falsă despre înfrângerea cruciaților, în timp ce se grăbea să facă din Antiohia un alt principat latin,  un stat în care biserica oficială era cea catolică, dar, totodată, se garanta libertatea de cult pentru toți locuitorii. Înlăturarea bisericii de la Constantinopol, detestată de armeni și sirieni, și libertatea credinței erau măsuri menite să asigure popularitatea lui Boemund . Când împăratul Alexis, în cele din urmă, înștiințat de cele petrecute la Antiohia, a încercat să-și impună suzeranitatea, prin Raymond de Saint Gilles, Boemund a ieșit învingător. Cu această victorie a doua etapă a primei cruciade se încheia, ea marcând și începutul laicizării cruciadei.
După constituirea primelor state feudale cruciate, un număr mare de nobili au renunțat la scopul inițial, cucerirea Ierusalimului, dorința de a-și însuși pământul cucerit, de a-și crea seniorii fiind mai puternică. Dacă cruciada a continuat, aceasta s-a datorat maselor de pelerini înrolate, micii nobilimi, dar mai ales, țărănimii participante la expediție, care crezuse în caracterul ei sfânt și în visul dreptății sociale, ce avea să se înfăptuiască la Ierusalim. Maselor populare, hotărâte să continue drumul și pe cale de a-și elabora o ideologie proprie, în acest scop, precum și micii nobilimi, li s-au alăturat unii mari feudali nemulțumiți de ceea ce li se oferise până atunci printre ei numărându-se Raymond de Saint Gilles, Tancred de Sicilia și dârzul Godefroy de Bouillon. Aceștia au preluat conducerea cruciadei și, în 1099, în fruntea unei armate de curând constituite, au plecat din Antiohia și mergând pe valea râului Orontes, s-au îndreptat spre Tripoli. În drum au cucerit fortăreața Hisn-al-Akrad - devenită Crac des Chevaliers - apoi au coborât de-a lungul coastei spre Jaffa, după ce guvernatorul din Tripoli li se alăturase. O deviere scurtă spre Ramla, o ultimă încăierare și drumul spre câmpia Palestinei le-a fost deschis. Fără să întâlneascăvreo rezistență acești ultimi cruciați, la începutul verii anului 1099, ajungeau la Ierusalim, unde califul fatimid din Egipt, Al-Amir, dornic să instituie hegemonia islamului șiit în Palestina, așezase în 1098 o garnizoană puternică, compusă din arabi și sudanezi.
În dimineața zilei de 6 iulie, de pe culmea muntelui situat lângă Emmanus, cruciații au zărit prima dată strălucind sub soarele dogoritor, zidurile orașului sfânt mult visat.Un strigăt de bucurie, țâșnit din câteva zeci de mii de piepturi a umplut văzduhul, lacrimi scăldau fațele arse și toți, ca la un semnal, s-au năpustit nebunește spre cetate. Cu mare greutate, Godefroy de Bouillon a restabilit ordinea, în vederea întocmirii unui plan de luptă. S-a convocat în grabă un consiliu al baronilor, la care a fost pus în discuție un vechi proiect al lui Balduin, de a se merge mai departe până la Cairo, pentru ca acolo să se dea bătălia hotărâtoare. Plan înțelept, deaoarece, atât timp cât cruciații îi aveau în spate pe fatimizi, Ierusalimul nu putea fi o cucerire sigură, așa cum evenimentele ulterioare aveau s-o dovedească.
Dar Cairo era departe, Ierusalimul aproape, iar luptătorii erau la capătul puterii și al răbdării, de aceea, hotărârea luată a fost de a se începe asediul cetății de îndată ce pregătirile preliminare erau terminate. Încă o zi de mers și la 7 iunie cruciații se aflau sub zidurile orașului. Atunci au constatat cu disperare că asaltul nu se anunța deloc ușor, că deși atât de aproaope de țintă erau încă foarte departe de ea, iar mulți nu o vor atinge. În vederea unui atac al cruciaților orașul fusese bine întărit. Zidurile fuseseră refăcute, proviziile în vite și grâne aduse în interior și ascunse, în afara zidurilor izvoarele fuseseră secate, puțurile otrăvite. Singura fântână cu apă potabilă era la Siloe, dar aceasta nu avea nici pe departe apă suficientă pentru nevoile unei armate. Caii mureau de sete, iar cadavrele lor infectau locul. Regiunea săracă în lemn nu oferea material necesar construirii mașinilor de război, iar numărul asediatorilor era mai mic decât cel al garnizoanei din Ierusalim, în plus el amenința să se micșoreze încă, datorită molimei ce izbucnise.
Greutățile întâmpinate în cucerirea Ierusalimului au fost ultima picătură care a distrus mirajul. Lumea uitase să se roage. Toate mizeriile fizice au fost exploatate. În jurul fântânii Siloe oamenii se înghesuiau, se băteau, se călcau în picioare pentru un strop de apă. Printre cruciați unii au început să vândă apa la prețuri exorbitante. Alimentele lipseau, iar cine avea o bucată de pâine în plus, o vindea cu bani grei celui ce-și dădea ultimul ban pentru a-și prelungi agonia. 
La 13 iunie s-a încercat primul atac, fără nici un rezultat. Din fericire pentru cruciați, la fel ca și în cazul Antiohiei, au sosit câteva vase genoveze cu provizii, materiale pentru asediu și meșteri. La 17 iunie, ele ancorau in portul Jaffa și cu toate că Fatimizii au încercat scufundarea vaselor, încărcătura a fost salvată și transportată la Ierusalim. Au fost construite turnuri de asediu mobile din lemn, acoperite cu piei de animale ca să nu ia foc, și, la adăpostul lor, la 14 iulie, cruciații s-au apropiat de cetate. Din nou atacul a fost respins, dar a doua zi cruciații, în sunetul trâmbițelor, au reluat asediul cu mai multă forță și curaj. Godefroy de Bouillon, primul a sarit pe metereze, din turnul care-l purta și cu sabia ridicată, lovind în dreapta și stânga, a deschis drumul celorlalți luptători din urma sa. Curând din toate părțile au răsărit capetele acoperite de coifuri metalice ale celor ce escaladau zidul. În zidul de piatră-povestește Foucher de Chartres-începu să ardă un foișor, foc peste care oamenii noștri au aruncat tăciuni aprinși ca să-l întrețină. Din foișor, pe măsură ce focul mistuia tot ceea ce putea să ardă, se împrăștie o flacără și în fum, atât de mare că nici unul din apărătorii orașului nu mai putea rămâne acolo. Francii au profitat și printr-o spărtură s-au năpustit în oraș. Era într-o vineri la amiază. Cornurile sunau, lupta devenea tot mai crâncenă. Deodată, deasupra zidului cineva a înfipt steagul cruciat. Musulmanii înspăimântați au pierdut curajul și au luat-o la fugă.
În timp ce asediul se transforma într-o adevărată busculadă, contele Raymond de Saint Gilles se îndrepta spre cetate, cu oamenii săi vrând să urmeze exemplul lui Godefroy de Bouillon, dar, spre marea lor stupoare, ei au fost opriți de un lucru nemaivăzut. Sarasinii din cetate săreau peste ziduri căzându-le în brațe. Văzând aceasta ei s-au năpustit cu un curaj extraordinar-notează cronicarul, deși de curaj nu mai era nevoie-și începură să ucidă pe jalnicii fugari, urmărindu-i pe cei care încercau să se strecoare printre săbii. Porțile au fost forțate și toată armata creștină a năvălit cu strigăte de izbândă în oraș. Arabii și evreii rămași în interior, căutând cu disperare o ultimă salvare, au alergat spre turnul lui David; alții s.au închis în templul lui Solomon, dar și aici au fost urmăriți de neîndurătorii cruciați. Revanșa după 6 săptămâni de suferință a fost cruntă. Templul însuși, nerespectându-se dreptul ancestral de azil recunoscut unui lăcaș de cult, a fost luat cu asalt ca o fortăreață. Evreii închiși în el, au susținut lupta, deși soarta le era dinainte pecetluită. Urcați pe acoperiș, o mână de apărători au încercat imposibilul. Dându-și seama de cauza lor pierdută, ei au incendiat templul, în timp ce se retrăgeau. Flacăra pornită de sus a cuprins repede clădirea. Foc înăuntru, tăișuri de sabie în afară. Foucher de Chartres spune că numai legat de acest episod au pierit în jur de 10 000 de oameni nevinovați. Apoi toți musulmanii prinși în oraș au fost trecuți prin sabie. Sângele curgea șiroaie pe străzi. Dacă ați fi fost acolo, picioarele voastre s-ar fi înroșit până la șolduri de sângele celor morți. Ce să spunem? Nici unul nu a rămas în viață. N-au fost cruțați nici femeile, nici copii[…], orașul prezenta spectacolul unui asemenea măcel al dușmanilor, atâta vărsare de sânge, încât nici învingătorii nu puteau să nu fie zguduiți de groază și dezgust. Trupurile celor uciși au fost puse grămadă și prefăcute în cenușă, sânge și urlete de groază. În sfârșit, a treia zi, odată setea de răzbunare istovită, cruciații și-au amintit de scopul cu care veniseră, acela de a se închina la Sfântul Mormânt. . S-au spălat de sânge, au dezbrăcat armura, au lepădat hainele de luptă, apoi, cu capul gol și picioarele goale, ca cei mai pașnici penitenți, vărsând lacrimi de căință au pornit procesiunea. Tancred de Sicilia, care nu se sfiise să jefuiască aurul și pietrele prețioase din însăși biserica Sfântului Mormânt, făcea parte dintr-un convoi, implora, laolaltă cu alții, îndurare, promițând că va răscumpăra  răul făcut. 
Cucerirea Ierusalimului a avut ca rezultat formarea celui de al treilea stat latin, Regatul Ierusalimului, căruia i s-a acordat, respectându-se tradiția, statutul de regat, dar Godefroy de Bouillon nu a avut curajul să ia titlul de rege. Biserica voia să dea noului stat un caracter spiritual. Un conflict cu biserica, în acel moment, era pe cât de inoportun pe atât de riscant. Deja avuseseră loc câteva incidente neplăcute. Când cruciații jefuiseră mormântul Domnului, când, ocupaseră citadela Ierusalimului-Turnul lui David-patriarhul Daimbert protestase cu vehemență. Dacă Tancred de Sicilia fusese obligat să restituie bunurile bisericii, în schimb Turnul lui David îl păstraseră cruciații, căci era ușor de înțeles că cine avea fortăreața, era stăpânul orașului. În compensație, Godefroy se lipsea de un titlu care nu-i era indispensabil pentru a-și exercita puterea.
Noul stat creat de cruciați era, incontestabil, un stat laic feudal, nu ecleziastic. În el au fost cuprinse, prin sistemul ierarhico-vasalic, posesiunile deja intrate în stăpânirea feudalilor apuseni și cele ce aveau să fie cucerite în viitor. De altfel, succesorilorlui Godefroy nu li s-a mai infirmat titlul de rege, pe care ei l-au purtat nestingheriți. Bizanțul, la rândul lui, nu a mai revendicat teritoriile din Palestina unde, de fapt, de patru secole încetase să-și mai exercite autoritatea, iar evenimentele de până acum nu-l îndreptățeau să spere că cruciații i-o vor recunoaște. Probabil că atacul genovez asupra flotei împăratului din Constantinopol, după ce Ierusalimul fusese cucerit, și incendierea mai multor vase bizantine au contribuit din plin la această renunțare.
La moartea lui Godefroy, fratele său, Balduin, a părăsit Edessa, în locul lui lăsând la conducere pe Tancred de Sicilia, și a venit la Ierusalim să se încoroneze rege. De supărarea lui Daimbert nici nu i-a păsat și l-a lăsat să și o consume singur, închis între zidurile unei biserici. Sub conducerea lui Balduin, regatul Ierusalimului a primit o nouă administrație, orașul a fost repopulat, în majoritate cu pelerinii noi veniți. A fost întărită stăpânirea cruciaților la Ascalon, Tripoli, Ramla și au fost anexate cetățile Arsuf, Caesareea, Acra, Haifa, Beirut, Laodiceea, Tyr. La cucerirea lor, regele Ierusalimului a fost ajutat de alți cruciați sosiți de pe continentul european, ei acum putând veni direct pe mare, fără a se teme de debarcare. Printre ei se aflau numeroși englezi, flamanzi, danezi; chiar și regele Norvegiei, Sigurd, a participat cu o flotă scandinavă în 1110 la cucerirea Sidonului. Genovezii, pizani, dar și venețienii și-au adus aportul, aceștia din urmă dând un ajutor substanțial la asediul Acrei din luna mai a anului 1104. Drumuri comerciale importante erau astfel curățate de trupele inamicului, principalii beneficiari, fiind orașele italiene.
La 15 iulie 1099 a căzut Ierusalimul. Numeroasele principate ale cruciaților din nordul Siriei, a căror situație, în încercuirea posesiunilor Islamului, rămânea precară, s-au declarat vasale ale Bizanțului. Numai vechiul dușman al Imperiului, Bohemond, principe de Antiochia, a refuzat. După ce Bohemond a fost făcut prizonier de către musulmani, iar armata lui a fost zdrobită lângă Harran (1104), Comnenul i-a răpit orașele ciliciene. Redobândindu-și libertatea, normandul ardea de dorința răzbunării. În 1107, adunând o uriașă oștire, el a debarcat la Dyrrachion. Acum însă Bizanțul era mult mai puternic decât cu 2 decenii în urmă: Bohemund a fost zdrobit, încercuit și a capitulat. În urma tratatului de pace, încheiat în 1108 la Deabolis, Antiochia a fost recunoscută drept un fief al Imperiului.

## Reforme inițiate de Alexie Comnenul
Alexie Comnenul a inițiat profunde reforme interne, imediat după ce a ajuns la putere, și numai lui îi datorează statul succesele rapide de la sfârșitul sec XI-începutul sec XII. În aceste acțiuni, împăratul se sprijinea aproape în exclusivitate pe rudele sale și pe clienții săi, oameni de condiție socială modestă, pe care îi copleșise cu binefaceri. După cum s-a exprimat secretarul său, cronicarul Ioan Zonaras, basileul guverna țara ca pe propria sa casă.
Vechile titluri, nobilissimus, curopalates, patricios, anthypatos etc, fie dispar cu desăvârșire, fie își pierd importanța de mai înainte, pe când cele noi, sebastos, protosebastos, devin o prerogativă exclusivă a Comnenilor ori a familiilor unite cu aceștia prin legături de rudenie: Melissenos, Angelos, Ducas, Paleologos. Treptat (pînă la sfârșitul sec XII), în mâinile acestui clan al Comnenilor se concentrează comanda armatelor. Străvechile neamuri aristocratice, cum erau Argyros, Phokas, părăsesc, puțin câte puțin, scena, iar restul nobilimii putea spera doar la funcții secundare în armată sau la cariera civilă. 
Complicatul sistem birocratic al administrației s-a simplificat. Numărul departamentelor aparatului de stat (secrete) s-a redus, un număr imens de funcționari au fost nevoiți să-și caute o altă ocupație. Pentru dirijarea generală a secretelor rămase, Comnenul a instituit funcția de mare logothet.
Alexie folosea pe larg pronoia, donația cu titlu viager spre administrare a unei regiuni anumite din domeniul imperial (cu dreptul de a obține venituri din această regiune), cu condiția serviciului obligatoriu, prestat de pronoiar în folosul împăratului. În felul acesta, pe seama pronoiarilor se întărea, mai întâi de toate, armata, care a devenit asemănătoare trupelor de cavaleri din Europa Apuseană.
Începând cu sfârșitul sec XI, Bizanțul trăieste o perioadă de avânt. Au fost reconstruite orașele, decăzute în perioada răzmerițelor, au renăscut comerțul și meșteșugurile. Transformările au atins și componența socială a populației țării: încă din timpul domniei lui Alexie și a fiului său, Ioan a dispărut pentru totdeauna un asemenea anacronism cum erau sclavii.

## Raporturile cu biserica
Politica lui Alexie față de biserică se caracteriza printr-o severitate extremă. El îi depunea fără cruțare pe patriarhii și episcopii care se împotriveau indicațiilor basileului. Totodată, împăratul însuși se distingea printr-o evlavie sinceră, manifesta interes față de teologie și intervenea adesea în disputele religioase și filozofice. Din inițiativa lui, un sinod al bisericii l-a condamnat ca eretic pe filozoful Ioan Italos (1082). Comnenul a contribuit mult și la distrugerea influentului curent al bogomililor, de altfel, mai degrabă politic decât religios. Bogomilismul căpătase răspândire în Bulgaria, împrumutând mult de la doctrina paulicienilor, astfel încât până și cronicarii bizantini, nu arareori, le considerau identice. În anul 1082, detașamentele de bogomili au refuzat să lupte pentru Imperiu împotriva normanzilor. Alexie i-a ademenit printr-un șiretlic pe conducătorii bogomililor în cetatea Mosynopolis din Tracia, unde a poruncit ca aceștia să fie dezarmați, apoi aruncați în temniță, iar averile familiilor lor să fie confiscate. Drept răspuns a izbucnit o răscoală, bogomilii, aliați cu pecenegii au devastat orașele Traciei și autocratorul a trebuit să depună multe eforturi ca să reinstaureze ordinea. Bizuindu-se nu numai pe puterea sabiei, Alexie i-a atacat pe opoziționiști pe altă cale. Călugărul Euthymios Zigabenos a scris un tratat împotriva bogomililor, cât despre Comnen, acesta a izbutit, printr-o intrigă abilă, să-l dovedească vinovat de afirmații eretice pe patriarhul lor, un anume bătrân pe nume Vasile, care a fost ars pe rug prin hotărârea judecății.

## Ultimii ani de viață
Spre sfârșitul vieții, Alexie a suferit foarte mult de reumatism, cu greu se ridica din așternut. La curtea sultanului de Iconion erau montate piese de teatru, ale căror scene reprezentau cât de neîndemânatic se mișcă rârâitul(Alexie pronunța prost sunetul r). Cu toate acestea, în 1116, Comnenul a condus o expediție împotriva selgiucizilor și, fără a coborî, din cauza bolii, din litieră, a repurtat o victorie zdrobitoare asupra sultanului Malik Sah, care-l luase peste picior.
În vara anului 1118, la o solemnitate în Hipodrom, lui Alexie i s-a făcut rău și el a fost dus în palatul Manganelor. La căpătâiul basileului muribund s-a încins lupta pentru succesiune. Soția acestuia, Irina Ducas, și fiica lor, Ana năzuiau să-i dea puterea soțului Anei, cezarul Nikephor Bryennios, ocolindu-l pe fiul împăratului, Ioan. Împăratul a avut o atitudine evazivă și a murit (la 15 august), fără a desemna un moștenitor la tron.

### Izvoare primare
- Ana Comnena, Alexiada.

### Izvoare secundare
- Michael Angold (1997), The Byzantine Empire, 1025–1204, Longman, 2nd ed., pp. 136–70. ISBN 978-0-582-29468-4
- Jonathan Harris (2014), Byzantium and the Crusades, Bloomsbury, 2nd ed. ISBN 978-1-78093-767-0
- Kazhdan, Alexander, ed. (1991), Oxford Dictionary of Byzantium, Oxford University Press, ISBN 978-0-19-504652-6
- Warren Treadgold (1997), A History of the Byzantine State and Society, Stanford University Press, pp. 612–29. ISBN 978-0-8047-2630-6
- Norwich, John J. (1995). Byzantium: The Decline and Fall. Alfred A. Knopf, Inc. ISBN 978-0-679-41650-0.
- Canduci, Alexander (2010), Triumph & Tragedy: The Rise and Fall of Rome's Immortal Emperors, Pier 9, ISBN 978-1-74196-598-8
- Garland, Lynda (2007). Anna Dalassena – De Imperatoribus Romanis.
- Skoulatos, Basile (1980), Les personnages byzantins de I'Alexiade: Analyse prosopographique et synthese (în French), Louvain: Nauwelaerts
- Plate, William (1867). „Alexios I Komnenos”.  În William Smith. Dictionary of Greek and Roman Biography and Mythology. 1. Boston: Little, Brown and Company. pp. 129–130.
- Varzos, Konstantinos (1984).  Η Γενεαλογία των Κομνηνών [The Genealogy of the Komnenoi] (în Greek). Thessaloniki: Byzantine Research Centre., Vols. A1 Arhivat în 3 februarie 2014, la Wayback Machine., A2 Arhivat în 3 martie 2016, la Wayback Machine. & B Arhivat în 3 martie 2016, la Wayback Machine.
- George Finlay (1854), History of the Byzantine and Greek Empires from 1057–1453, Volume 2, William Blackwood & Sons
- Francopan, Peter (2011), The First Crusade: the Call from the East, The Bodley Head